# ليونارد هوبكينز
ليونارد هوبكينز (بالإنجليزية: Leonard Anver Hopkins)‏ هو إسكافي وقاضي صلح ‏ ونقابي وسياسي أسترالي وبريطاني (وحمل سابقاً جنسية المملكة المتحدة لبريطانيا العظمى وأيرلندا)، ولد في 22 أكتوبر 1891 في أستراليا، وتوفي في 11 ديسمبر 1950 في أستراليا. حزبياً، نشط في حزب العمال الأسترالي (فرع جنوب أستراليا) ‏ وParliamentary Labor Party ‏. وقد انتخب عضو مجلس النواب جنوب أستراليا من الجمعية عن دائرة Electoral district of Barossa ‏ وقد انضم خلال فترته النيابية (5 أبريل 1930 – 7 أبريل 1933)  للكتلة البرلمانية حزب العمال الأسترالي (فرع جنوب أستراليا) ‏ وانتخب عضو مجلس النواب جنوب أستراليا من الجمعية عن دائرة Electoral district of Barossa ‏ وقد انضم خلال فترته النيابية (5 أبريل 1924 – 25 مارس 1927)  للكتلة البرلمانية حزب العمال الأسترالي (فرع جنوب أستراليا) ‏.